# Giulia Nemesia Valle
Giulia Nemesia Valle, née à Aoste le 26 juin 1847, morte le 18 décembre 1916, est une religieuse de l'ordre des sœurs de la charité de sainte Jeanne-Antide Thouret. Sa vie étant reconnue exemplaire par l'Église catholique, elle est proclamée  bienheureuse en 2004 par Jean-Paul II.

## Biographie

### Jeunesse
Giulia Valle est la fille d'Anselmo Valle, voyageur de commerce, et de Maria Cristina Dalbard, modiste. Le jour même de sa naissance, elle est baptisée dans la collégiale de Saint-Ours, sous les prénoms de Maddalena, Teresa, Giulia.
La famille comptait deux autres enfants, morts jeunes avant la naissance de Giulia. Un garçon, Vincent, naît après Giulia. Leur mère éveille les deux enfants à la générosité et à l'amour des autres. Le père devant s'installer à Besançon pour son travail, la famille déménage avec lui, en 1850.
Deux ans après, la mère meurt, alors que Giulia n'a que cinq ans. Les deux enfants sont confiés à leur grand-père et à une tante célibataire, très austères. À onze ans, Giulia retourne à Besançon pour poursuivre ses études, au pensionnat des sœurs de la charité de sainte Jeanne-Antide Thouret. Elle apprend le français, le piano, la broderie, la peinture. Elle se cultive et découvre la spiritualité catholique, notamment de saint Vincent de Paul et de saint François de Sales.
Ses études terminées, Giulia retourne avec son père qui s'est remarié et habite à Pont-Saint-Martin dans le val d'Aoste. Les deux enfants sont confrontés à l'incompréhension de leur belle-mère. Le jeune frère qu'elle aimait tant quitte alors la maison ; elle ne sait pas ce qu'il est devenu. De son côté, elle trouve régulièrement réconfort auprès de ses grands-parents maternels.

### Vocation religieuse
À Pont-Saint-Martin, elle fréquente la communauté des Sœurs de la charité et y retrouve deux religieuses qui l'avaient soutenue à Besançon. Elle aide les religieuses pour le catéchisme et diverses activités. Elle se sent appelée elle aussi à la vie religieuse.
Giulia convainc son père de sa vocation, et il la conduit le 8 septembre 1866 à Vercelli, au monastère Sainte Margherita, au noviciat des Sœurs de la Charité. Elle y découvre une nouvelle vie, pleine de paix et de joie, et une intimité plus forte avec le Seigneur. À la fin de son noviciat, elle reçoit son habit de religieuse, et son nom : sœur Nemesia, du nom de Nemesio, un martyr des premiers temps de l'Église.

### Supérieure à Tortone, service des pauvres
Nommée à Tortone, elle s'occupe de l'école, du pensionnat, de l'orphelinat, des pauvres, des séminaristes. Elle est élue supérieure de la communauté ; d'abord déconcertée, elle considère ensuite qu'être supérieure c'est servir, et elle accepte. Elle a la réputation d'avoir un cœur sans limite. Les habitants de Tortone l'appellent « notre ange ».
En plus de sa charge de supérieure, elle travaille pour les missions. Elle aide le prêtre et fondateur Luigi Orione, et œuvre aussi en collaboration avec Teresa Grillo Michel, fondatrice des petites sœurs de la Divine Providence ; elles ont le même idéal au service des pauvres.

### Maîtresse des novices à Borgaro Torinese
En mai 1903, sœur Nemesia quitte Tortone pour Borgaro Torinese, à côté de Turin. Elle y est nommée maîtresse des novices, pour la province de Turin qui vient d'être fondée au sein de sa congrégation.
Elle forme les jeunes avec bonté, compréhension amour et patience. En treize ans, elle assure la formation de cinq cents novices. Elle leur montre la relation intime avec Dieu, leur enseigne l'amour, la prière, le don de soi pour les pauvres, et la vie évangélique en communauté.
Elle est cependant critiquée par la supérieure provinciale, qui ne la comprend pas et préfèrerait une méthode plus rigide. Sœur Nemesia reçoit des reproches publics et supporte en silence les humiliations, mais ne change pas sa manière d'agir ; elle choisit de persévérer dans sa voie malgré les incompréhensions et les accusations à son encontre. Sereine dans sa vie intérieure et son enseignement, elle est par contre torturée par l'angoisse et les incompréhensions.
Ces difficultés aggravent son état de santé, qui se détériore subitement à l'automne 1916. C'est une grave pneumonie, qui l'emporte après six jours d'agonie. Elle meurt à Borgaro Torinese le 18 décembre 1916. Ses restes sont vénérés dans cette ville, dans l'église des Sœurs de la Charité,.